# Diocesi di Otukpo
La diocesi di Otukpo (in latino: Dioecesis Otukpoëna) è una sede della Chiesa cattolica in Nigeria suffraganea dell'arcidiocesi di Abuja. Nel 2021 contava 719.700 battezzati su 4.427.350 abitanti. È retta dal vescovo Michael Ekwoy Apochi.

## Territorio
La diocesi comprende nove Local Government Areas dello Stato nigeriano di Benue: Ado, Agatu, Apa, Otukpo, Okpokwu, Oju, Ogbadibo, Ohimini e Obi.
Sede vescovile è la città di Otukpo, dove si trova la cattedrale di San Francesco.
Il territorio è suddiviso in 61 parrocchie.

## Storia
La diocesi è stata eretta il 10 luglio 1995 con la bolla Gravissimis in muneris di papa Giovanni Paolo II, ricavandone il territorio dalla diocesi di Makurdi.

## Cronotassi dei vescovi
Si omettono i periodi di sede vacante non superiori ai 2 anni o non storicamente accertati.
- Fidelis Uga Orgah † (10 luglio 1995 - 7 dicembre 2000 deceduto)
- Michael Ekwoy Apochi, dal 17 dicembre 2002

## Statistiche
La diocesi nel 2021 su una popolazione di 4.427.350 persone contava 719.700 battezzati, corrispondenti al 16,3% del totale.
| anno | popolazione | popolazione | popolazione | presbiteri | presbiteri | presbiteri | presbiteri                | diaconi | religiosi | religiosi | parrocchie |
| anno | battezzati  | totale      | %           | numero     | secolari   | regolari   | battezzati per presbitero | diaconi | uomini    | donne     | parrocchie |
| ---- | ----------- | ----------- | ----------- | ---------- | ---------- | ---------- | ------------------------- | ------- | --------- | --------- | ---------- |
| 1999 | 364.024     | 2.318.215   | 15,7        | 40         | 27         | 13         | 9.100                     |         | 13        | 33        | 29         |
| 2000 | 379.152     | 2.348.240   | 16,1        | 45         | 32         | 13         | 8.425                     |         | 13        | 35        | 29         |
| 2001 | 453.670     | 1.520.410   | 29,8        | 48         | 35         | 13         | 9.451                     |         | 13        | 30        | 30         |
| 2002 | 472.530     | 2.610.320   | 18,1        | 48         | 35         | 13         | 9.844                     |         | 13        | 30        | 30         |
| 2003 | 497.642     | 2.705.047   | 18,4        | 48         | 35         | 13         | 10.367                    |         | 13        | 32        | 30         |
| 2004 | 502.437     | 2.843.105   | 17,7        | 49         | 35         | 14         | 10.253                    |         | 14        | 24        | 30         |
| 2013 | 590.840     | 3.581.000   | 16,5        | 84         | 72         | 12         | 7.033                     |         | 44        | 27        | 43         |
| 2016 | 630.000     | 3.819.000   | 16,5        | 93         | 79         | 14         | 6.774                     |         | 37        | 31        | 48         |
| 2019 | 689.760     | 4.181.350   | 16,5        | 107        | 94         | 13         | 6.446                     |         | 13        | 43        | 58         |
| 2021 | 719.700     | 4.427.350   | 16,3        | 114        | 98         | 16         | 6.313                     |         | 16        | 43        | 61         |